# 天琴座計劃
天琴座計劃是2017年10月30日由星際研究倡議協會（i4is） 发起的星际物體的可行性研究，研究于2017年10日发起。 在2022年1月，研究人员提出，从地球发射的航天器可以在26年内追上奥陌陌进行进一步的近距离研究。

## 概述
在5至10年内将航天器送到奥陌陌的建议选择是基于首先使用木星飞行，然后在3至10太阳半径进行近距离太阳飞行，以利用奥伯特效或更先进的选择，如太阳帆、激光帆和核推进。

## 细节
起初，天文學家认为奥陌陌速度過快，人造航天器根本不可能追上。
星際研究倡議協會（i4is）其後启动天琴座計劃，以评估对奥陌陌任务的可行性。 提出在5至25年内将人造航天器送到奥陌陌的几种可行建議。
任務的最大挑戰挑战是，調查飛船需要在在合理的时间及合理的距离内到达該小行星附近，并且收集有用的科学信息。因此，很可能需要在奧陌陌附近進行减速，因为如果與其相遇時速度過高，便會无法小行星上着陆甚至进入奧陌陌的轨道，而會直接超過它，获得的科学數據會過少。 作者認爲，此任務虽然具挑战性，不過對現時技術來説可行。 塞利格曼和劳格林采用了对莱拉研究的补充方法，但也得出结论，这样的任务虽然有挑战，但既可行又具有科学吸引力。
其中一种方案是首先使用木星引力彈弓，然后在3個太阳半径（2.1×10^6公里； 1.3×10^ 6英里） 的近距离繞太阳飞行，以利用奥伯特效应。 随后将距离放寬到10个太阳半径 （7.0×10^6公里； 4.3×10^ 6英里）。 发射日期的不同，任务持续时间和速度要求也會不同，假设直接脉冲传输到拦截轨迹。 一艘质量为几十公斤的航天器使用像帕克太阳能测试中这样的热屏和一个具有轨迹的Falcon重型发射器，其轨迹包括一个动力的木星飞行和一个太阳能Oberth机动，如果在2021年发射，可以到达'Oumuamua。 基于突破星射击技术的更先进的使用太阳能、激光电气和激光帆推进的选择，以及核推进。